# Senna morongii
Senna morongii là một loài thực vật có hoa trong họ Đậu. Loài này được (Britton) H.S.Irwin & Barneby miêu tả khoa học đầu tiên.